# Malifaux
Malifaux  est un jeu développé et fabriqué par Wyrd Miniatures. 

## Description
Il s'agit d'un jeu d'escarmouche niveau miniature où est mise en scène une guerre des gangs dans les bas-fonds d'une ville en ruine. Selon l'histoire du jeu, la ville de Malifaux a été découverte grâce à un portail trans-dimensionnel. Ce monde est une source de minéraux précieux connu sous le nom « pierre d'âme » (soulstone en VO), possédant des propriétés magiques.
Présenté à la Gen Con en août 2009, Malifaux utilise un système unique basé sur des cartes à la place des dés. Les nombres sont générés aléatoirement en tirant les cartes numérotées du « Jeu du Destin » (Fate Deck). Un certain nombre de mécanismes du jeu permettent de manipuler ce tirage au sort.  Après de nombreuses erreurs dans les règles, un nouveau manuel de règles fut publié en 2011. Le jeu possédait alors trois extensions : Puissances émergentes, Déformation du Destin  et Tempête des Ombres (Rising Power, Twisting Fates and Storm of Shadows). Malifaux contenait alors cinq différentes factions et leurs figurines miniatures associées pour leur utilisation dans le jeu.
En 2013 est sortie la version 2 des règles accompagnée d'une refonte progressive des figurines pour des versions plastiques. Cette version contient désormais 7 factions. Désormais le jeu a deux extensions, Crossroads et Shifting Loyalties. Une troisième est annoncée pour l'été 2016 : Ripples of Fate.
Un jeu de rôle Through the Breach est aussi sorti.

### La Guilde (the Guild)
La Guilde représente la loi en Malifaux. Elle exerce un contrôle fasciste sur la ville et est davantage préoccupée par la production de pierre d'âme, un minerais qui permet à son porteur de réaliser des exploits surnaturels, que par la sécurité de ses habitants. La Guilde offre un mélange de combat à distance et au corps à corps et possède esthétiquement un certain nombre de motifs sauvages de l'Ouest. 

### Les Arcanistes (the Arcanists)
Les Arcanistes sont des individus qui pratiquent la magie. L'Union des mineurs et des Tuyauteurs est dirigée par Ramos, l'un des éminents Arcanistes de  Malifaux. La M&TU est une organisation qui représente la classe ouvrière dans la ville. Les Arcanistes sont en fait composés de différents groupes allant de l'Ordre de la Chimère aux Show Girls de Collette. Leur principale force est la grande variété de sorts qu'ils peuvent lancer. Ils disposent d'un certain nombre de constructions mécaniques et/ou élémentaire et de serviteurs animaux.

### Les Résurrectionnistes (the Resurectionnists)
Les résurrectionnistes sont des nécromanciens aux commandes des morts-vivants. Pendant que les autres factions sont concernées par la collecte de Pierres d'âme, les Résurrectionnistes pillent les ruines de Malifaux à la recherche d'appareils magiques et de grimoires. Ce sont des personnages très souples en jeu, qui ont la capacité d'absorber beaucoup de dégâts et de ramener à la vie les figurines mortes comme combattants supplémentaires.

### Les Non-nés (the Neverborn)
Les Non-nés sont les habitants indigènes du monde de Malifaux. Ce sont des monstres cauchemardesques qui terrorisent les colons humains. Leur existence est liée à une calamité qui s'est produit dans le passé antique de leur monde. Ils sont connus pour leur rapidité et des capacités qui contrent leurs ennemis. Ils possèdent quelques attaques à distance, mais sont bien plus mortels en combat rapproché.

### Les Parias (the Outcasts)
Les Parias sont un groupe de petits intérêts non associés avec les principales factions de Malifaux. Un certain nombre de mercenaires Parias sont également susceptibles d'être recrutés par les autres factions pour l'utilisation de leurs cliques.

### Les Gremlins (the Gremlinss)
Les Gremlins sont les habitants du Bayou, avec l'arrivée des humains, ils ont commencé à les imiter. Depuis peu ils commencent à s'organiser et deviennent une force avec laquelle compter (ce qui correspond, dans le jeu, à la séparation des gremlins et des outcasts pour en faire deux factions bien séparées).

### Les Ten Thunders (the Ten Thunders)
Venant d'Asie (des trois royaumes, à savoir Japon, Chine et Vietnam unifiés) par une brèche de moindre importance inconnue de la Guilde, cette faction a pour particularité de pratiquer l'infiltration. En termes de jeu, ça signifie que beaucoup de leurs figurines de chefs sont double faction et donc peuvent soit être joués avec des troupes d'autres factions (par exemple Jakob Lynch peut diriger un gang de neverborns) ou alors diriger des troupes Ten Thunders avec la possibilité d'utiliser certaines figurines non ten thunders.